# The Other Side of Make-Believe
The Other Side of Make-Believe es el séptimo álbum de estudio de la banda neoyorkina de rock Interpol, fue lanzado el 15 de julio de 2022, a través de Matador Records. El álbum fue precedido por el sencillo principal "Toni" el 7 de abril, junto con el anuncio del álbum.

## Antecedentes
El álbum fue escrito en su totalidad durante la pandemia de COVID-19. Marcó las primeras sesiones de escritura del grupo no en persona, con Paul Banks en Edimburgo, Daniel Kessler en España y Sam Fogarino en Atenas, Georgia; se escribieron por correo electrónico. En el verano de 2021, los tres se reunieron para continuar escribiendo canciones y ensayando en un grupo de casas en Catskills, y en otoño completaron la grabación del álbum en el norte de Londres con los productores Alan Moulder y Flood, el primero de los cuales mezcló previamente el cuarto y quinto álbum de la banda, Interpol (2010) y El Pintor (2014). Banks comentó sobre el sonido edificante del álbum, contrario a su característico tono típicamente sombrío: "Algunas de las canciones en particular tienen sentimientos verdaderamente descaradamente positivos... algo que se siente bien es la aspiración".

## Promoción
El sencillo principal del álbum, "Toni", se lanzó el 7 de abril de 2022, junto con el anuncio del álbum. Un video musical acompañó al sencillo, dirigido por Van Alpert; el final del video alude a una próxima segunda parte del video que se dio a conocer el 12 de abril con el lanzamiento del video de una nueva canción llamada "Something Changed". Este video presenta a dos miembros del mismo elenco, así como al cantante Paul Banks conduciendo un auto de policía sin identificación. 
El 18 de mayo, la banda presentó un nuevo sencillo para el próximo álbum llamado "Fables" con un video con letra.

## Lista de canciones
Todas las canciones escritas y compuestas por Paul Banks, Daniel Kessler y Sam Fogarino. 
| N.º | Título              | Duración |  |
| 1.  | «Toni»              | 4:34     |  |
| 2.  | «Fables»            | 4:34     |  |
| 3.  | «Into the Night»    | 5:28     |  |
| 4.  | «Mr. Credit»        | 3:48     |  |
| 5.  | «Something Changed» | 3:56     |  |
| 6.  | «Renegade Hearts»   | 4:11     |  |
| 7.  | «Passenger»         | 4:14     |  |
| 8.  | «Greenwich»         | 4:00     |  |
| 9.  | «Gran Hotel»        | 4:04     |  |
| 10. | «Big Shot City»     | 4:04     |  |
| 11. | «Go Easy (Palermo)» | 2:46     |  |

## Músicos
Interpol
- Paul Banks – Voz, Guitarra rítmica y Bajo
- Daniel Kessler – Guitarra líder
- Sam Fogarino – Batería y Percusión

### Adicionales
- Alan Moulder– Mezclador
- Flood– Mezclador